# Bèlcastèl (Avairon)
Bèlcastèl (en francès  Belcastel) és un municipi francès situat al departament de l'Avairon i a la regió d'Occitània.

## Galeria d'imatges

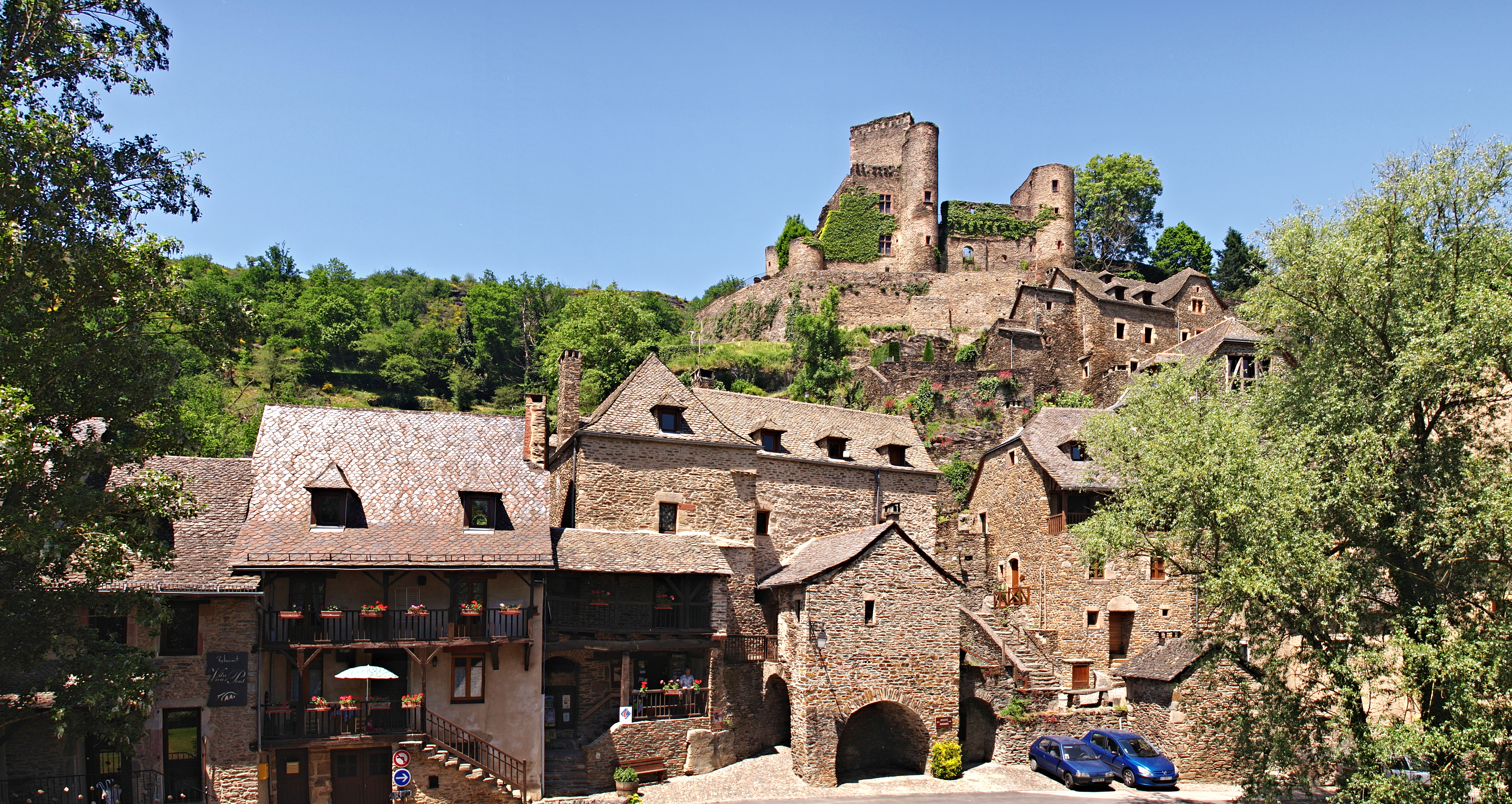
Panorama

## Demografia
| 1962                                       | 1968 | 1975 | 1982 | 1990 | 1999 | 2006 |
| ------------------------------------------ | ---- | ---- | ---- | ---- | ---- | ---- |
| 279                                        | 280  | 266  | 249  | 245  | 251  | 234  |
| Des de 1962: població sense dobles comptes |      |      |      |      |      |      |

## Administració
| Període | Identitat    | Partit |
| ------- | ------------ | ------ |
| 1983-   | Claude Cayla |        |